# Обрезание (фильм, 2005)
«Обрезание» (таг. Tuli) — филиппинская драма 2005 года режиссёра Ореуса Солито.

## Сюжет
Дейзи живёт в маленькой патриархальной деревушке на Филиппинах. Она дочь местного специалиста по обрезанию мальчиков и с детства принимает участие в этом обряде как помощница отца. Грубый отец, любитель выпить, держит дом в своей власти и часто применяет силу. Когда Дейзи подросла, отец хочет устроить её брак с сыном богатого крестьянина. Но Дейзи категорически отказывается. Она выросла сильной, способной идти против людского мнения и поступать по-своему.
С детства Дейзи дружит с Ботчок. Та тоже испытывает грубое обращение отца. После того, как её бросает парень, отец считает её распутной и избивает. Дейзи предлагает подруге больше не иметь дело с мужчинами и выйти замуж за неё. Ботчок сначала ошарашена, но легкость общения с давней подругой приводит их к любовным отношениям. В это время умирает отец Дейзи. Она чувствует себя виноватой. Ботчок считает, что Дейзи её бросает, так же, как бросил раньше парень. Тогда Дейзи предлагает ей жить вместе.
Девушки решают завести ребёнка, чтобы порадовать мать Дейзи внуком. На роль отца Дейзи выбирает Нандинга, единственного необрезанного парня из деревни. Ситуация накаляется, когда жители деревни стали считать Дейзи проклятой. Но защита Нандинга и поддержка Ботчок и матери позволяют преодолеть все трудности.

## Актёрский состав
| В ролях         |  | Персонаж               |
| --------------- |  | ---------------------- |
| Дезри Дел Валле |  | Дейзи                  |
| Ванна Гарсия    |  | Ботчок                 |
| Бембол Роко     |  | Ка Малтенг, отец Дейзи |
| Карло Аквино    |  | Нандинг                |

## Награды
Фильм получил следующие награды:
| Награды                                | Награды | Награды                      | Награды                                     | Награды      |
| -------------------------------------- | ------- | ---------------------------- | ------------------------------------------- | ------------ |
| Фестиваль / Премия                     | Год     | Награда                      | Категория                                   | Победитель   |
| Берлинский кинофестиваль               | 2007    | Netpac Award                 |                                             | Ореус Солито |
| Cinemanila International Film Festival | 2005    | Лучший режиссёр Лучший фильм |                                             | Ореус Солито |
| «Аутфест»                              | 2007    | Приз большого жюри           | Outstanding International Narrative Feature | Ореус Солито |